# Часовой

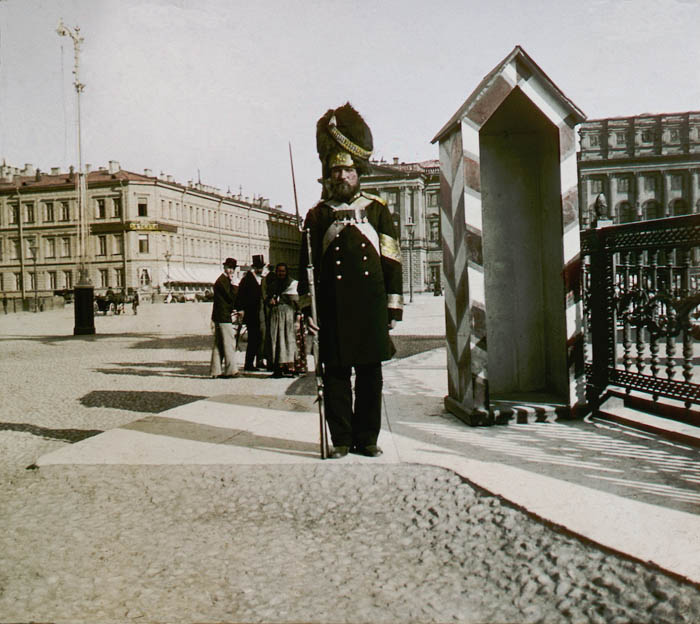
Часовой, из личного состава роты дворцовых гренадер, на посту у памятника Николаю I на Исаакиевской площади в Санкт-Петербурге, 1896 год

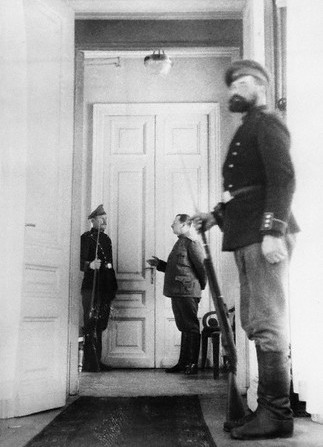
Часовые у дверей комнаты Государственной Думы, 1917 год

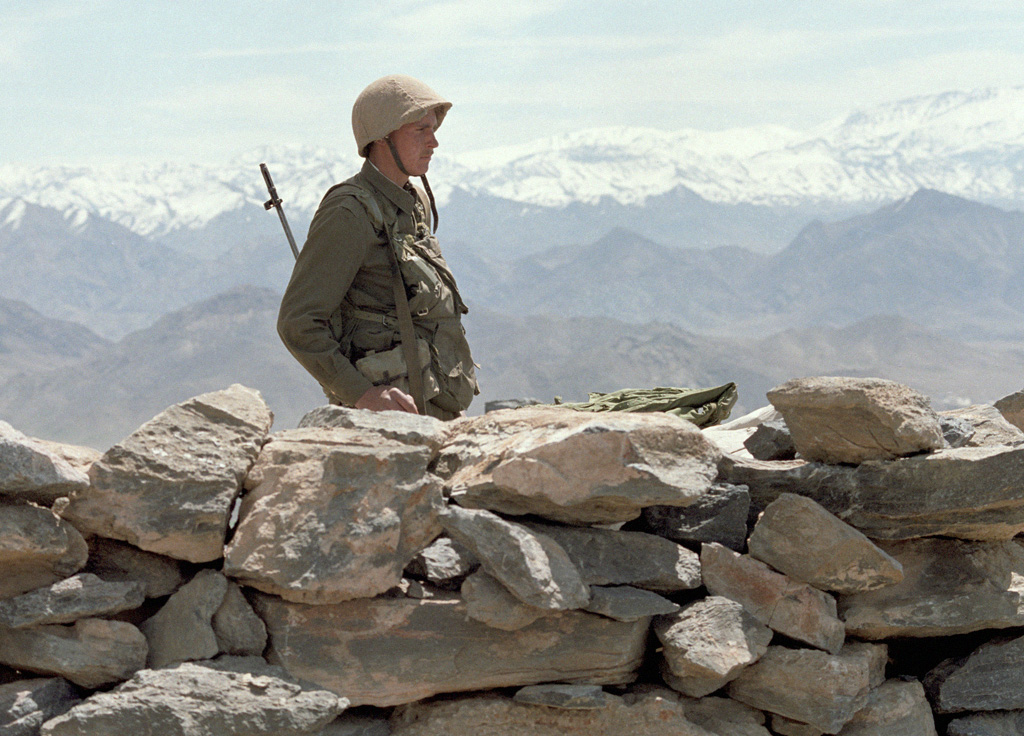
Часовой на посту сторожевого охранения.
Афганистан, 1988 год

Часово́й (от часы) — вооружённый караульный, выполняющий боевую задачу по охране и обороне порученного ему поста.

## Определения основных понятий
- «Постом» называется всё порученное для охраны и обороны часовому, а также место или участок местности, на котором он выполняет свои обязанности. К постам относятся и охраняемые караулом с помощью технических средств охраны объекты и участки местности, где эти средства установлены[1][3][4][5].
- Охрану объектов часовые осуществляют путём патрулирования между внешним и внутренним ограждениями вокруг объекта, вдоль ограждения с внутренней стороны (если объект имеет одно ограждение), наблюдением с вышек или движением по маршруту часового. Отдельные объекты могут охраняться неподвижными часовыми[3].
- Временной промежуток, в который караульный выполняет обязанности часового при заступлении на пост, называется «сменой»[3].
- Служебный документ, в котором описано, что входит в охрану и оборону поста именуется табелем поста[3][4].

В ВС РФ обязанности и права часовых регламентируются Уставом гарнизонной и караульной служб Вооружённых сил Российской Федерации. В ВС США обязанности и права часовых устанавливает Общий закон о часовых (General Orders for Sentries).

## Неприкосновенность часового
Независимо от принадлежности вооружённых сил к определённому государству, ввиду характера выполняемой боевой задачи, часовой законодательно облагается особым правом на неприкосновенность.
Согласно Уставу гарнизонной и караульной службы ВС РФ, часовой во время несения службы является неприкосновенным лицом. Неприкосновенность часового заключается:
- в особой охране законом его прав и личного достоинства;
- в подчинении его строго определённым лицам — начальнику караула, помощнику начальника караула и своему разводящему;
- в обязанности всех лиц беспрекословно выполнять требования часового, определяемые его службой;
- в предоставлении ему права применять оружие в случаях, указанных в Уставе гарнизонной и караульной службы.

Часового имеют право сменить или снять с поста только начальник караула, помощник начальника караула и его разводящий, которому подчинён часовой. В случае гибели начальника караула, его помощника и разводящего или физической невозможности для них выполнять свои обязанности, снятие или смена часового производится дежурным по караулам, дежурным по воинской части) в присутствии командира роты (батареи) или батальона (дивизиона) от которого был снаряжён караул.
Аналогичный особый статус часового законодательно закреплён и в вооружённых силах иных государств. К примеру, в ВС США и в ВС РК.

## Часовые в истории, культуре, искусстве
Флот

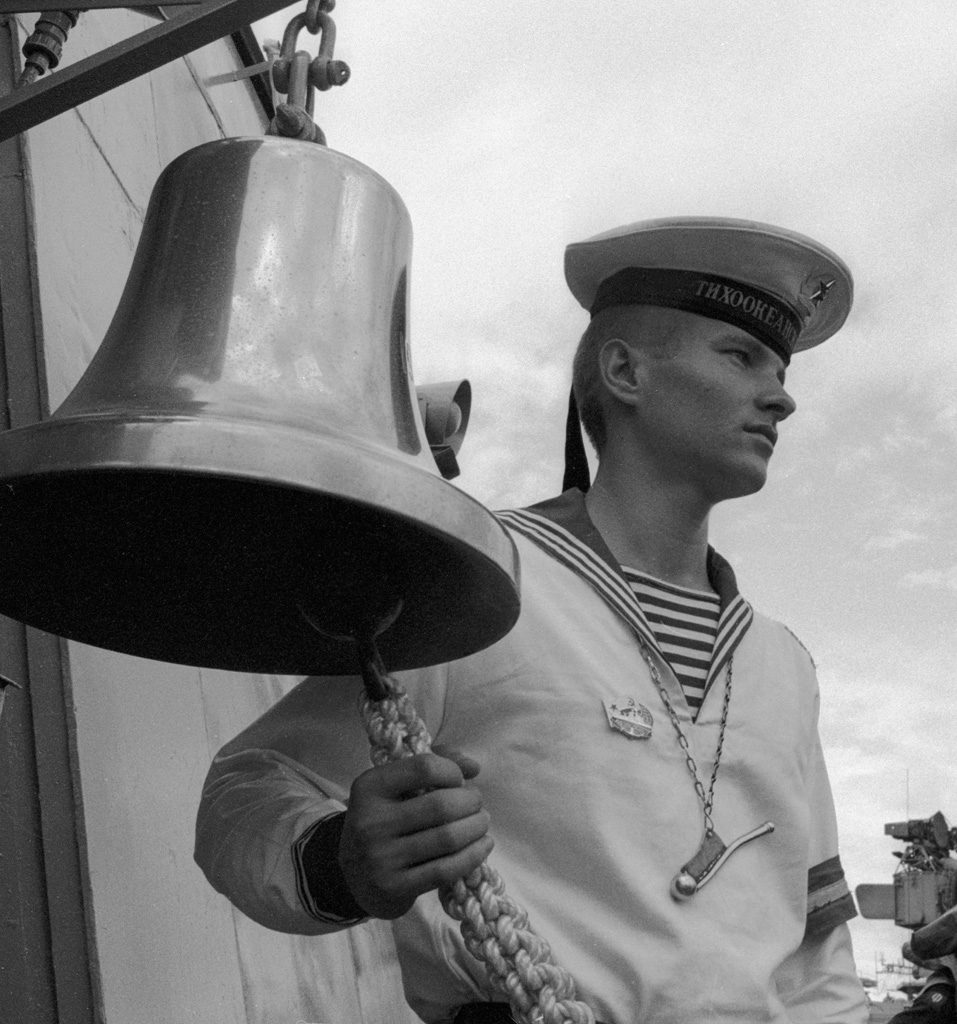
Часовой на корабле Тихоокеанского флота

На парусном флоте часовой нёс вахту по хранению времени (откуда название его должности), что заключалось в содержании песочных часов в строго вертикальном положении, чтобы качка корабля не замедляла и не ускоряла течение песка, а если песок останавливался, часовому вахтенному надлежало пошевелить часы. В задачу часового входило своевременное переворачивание песочных часов и отбитие корабельного колокола. Зачастую нерадивый часовой стремился раньше перевернуть песочные часы и сократить свою вахту, в этом случае о нём говорили, что он «съел время», и строго наказывали.
Литература
- «Убийство часового» — книга Эдуарда Лимонова.

Не слышно шуму городского,

В заневских башнях тишина!

И на штыке у часового

Горит полночная луна!
— Ф. Н. Глинка, «Песнь узника», 1825
Поэзия
- В кинофильме «Покровские ворота» использована песня Булата Окуджавы «Часовые любви».
- Песня В. Высоцкого «Рядовой Борисов».

Скульптура
- «Часовой» — скульптура Леонида Шервуда (1933, ГТГ).

Живопись
- Виллем Гитс[нидерл.], «В ожидании аудиенции» (1886). Галерея искусств Уокера
- Самарканд. «Часовой Российской армии, охраняющий форт».
Василий Верещагин, 1869—1870

Часовой в армейском фольклоре
- Часовой — живой труп,
Завёрнутый в тулуп,
Проинструктированный до слёз
И выброшенный на мороз,
Постоянно в даль глядящий,

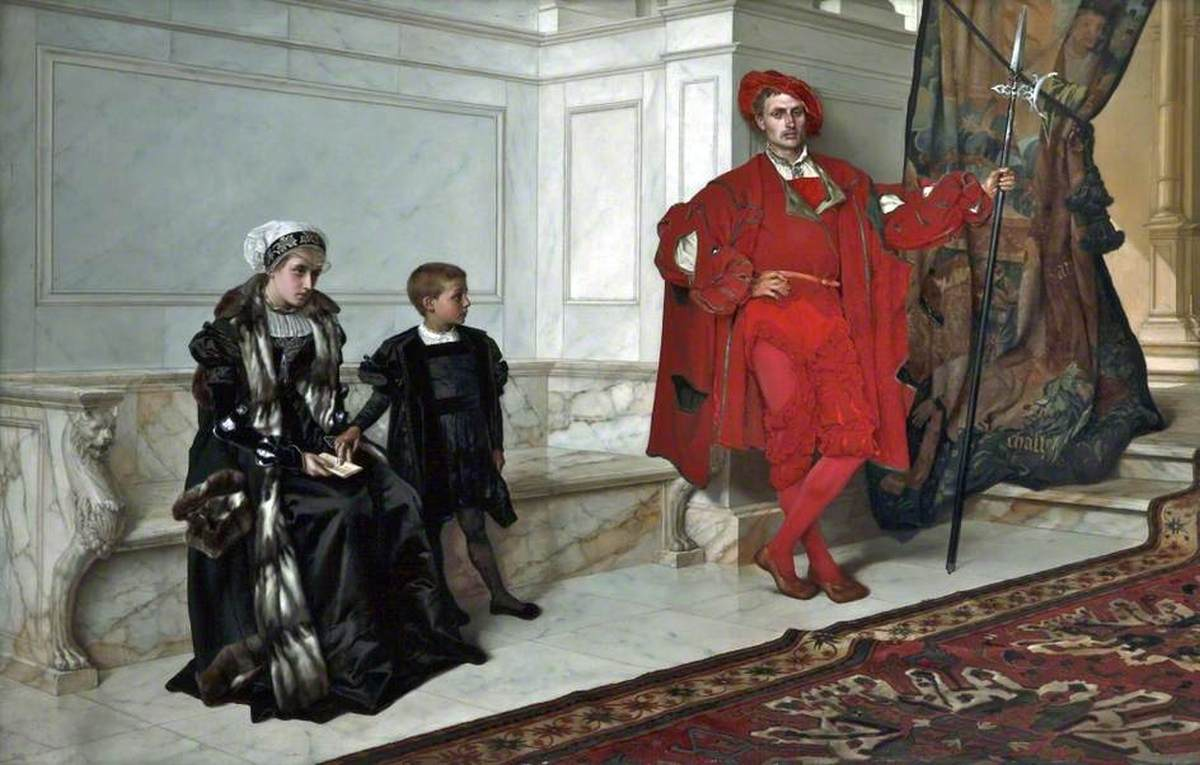
Виллем Гитс, «В ожидании аудиенции» (1886). Галерея искусств Уокера
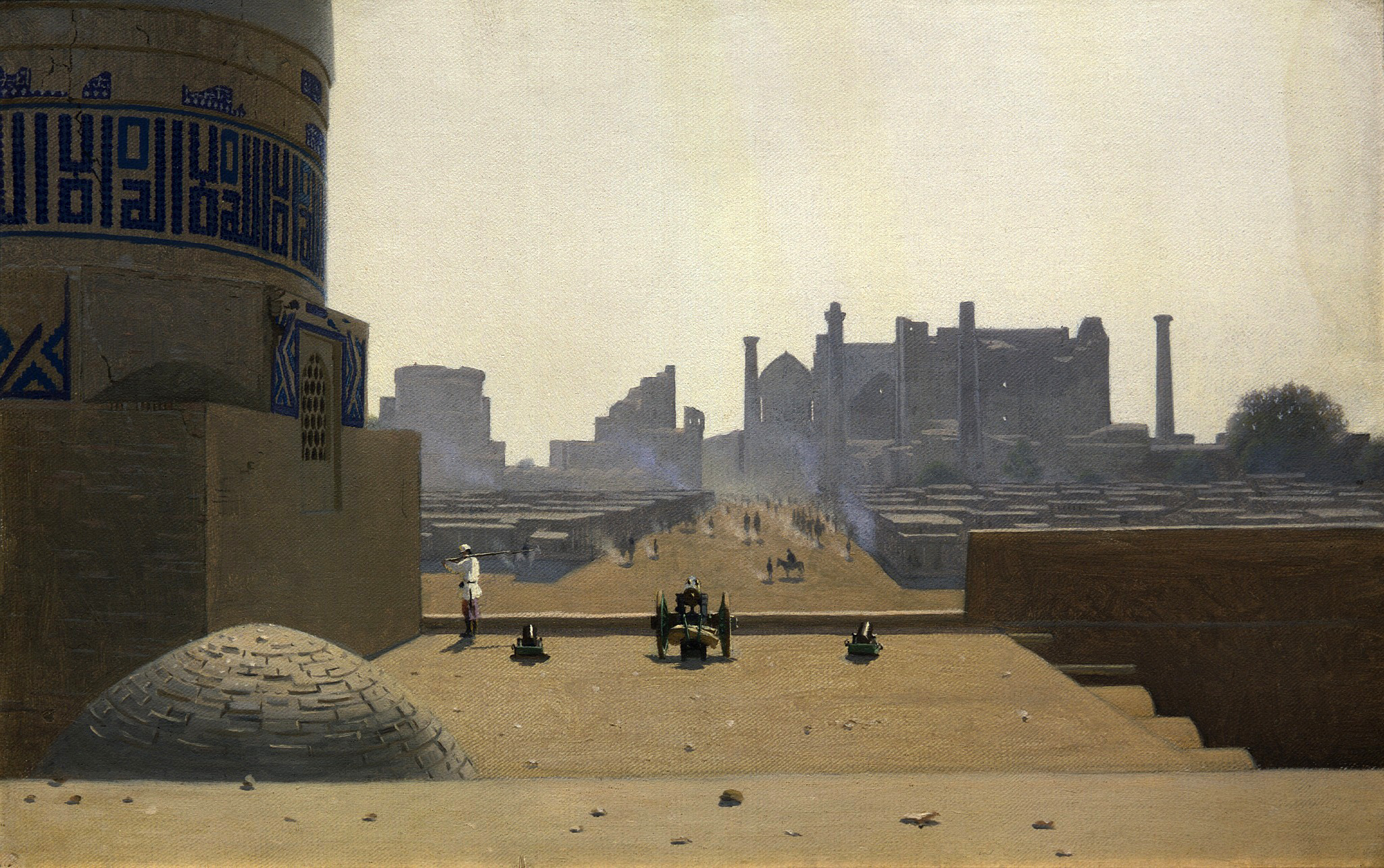
Самарканд. «Часовой Российской армии, охраняющий форт». Василий Верещагин, 1869—1870

Не идёт ли разводящий.(Солдатская шутка. Как я первый раз был часовым. Дмитрий Златковский)

Игры
- Фигура «часовые» в игре «городки».